# Берёзово-Фёдоровка
Берёзово-Фёдоровка — хутор в Белокалитвинском районе Ростовской области.
Входит в состав Ильинского сельского поселения.

## География
Хутор расположен в 60 км (по дорогам) северо-восточнее города Белая Калитва (райцентр) и находится на левом берегу реки Берёзовая.
Севернее проходит граница с Тарасовским районом области.
На хуторе имеется одна улица: Берёзовая.

## Население
| 1989 | 2002 | 2010 |
| ---- | ---- | ---- |
| 104  | ↘81  | ↘47  |